# Aerodynamik

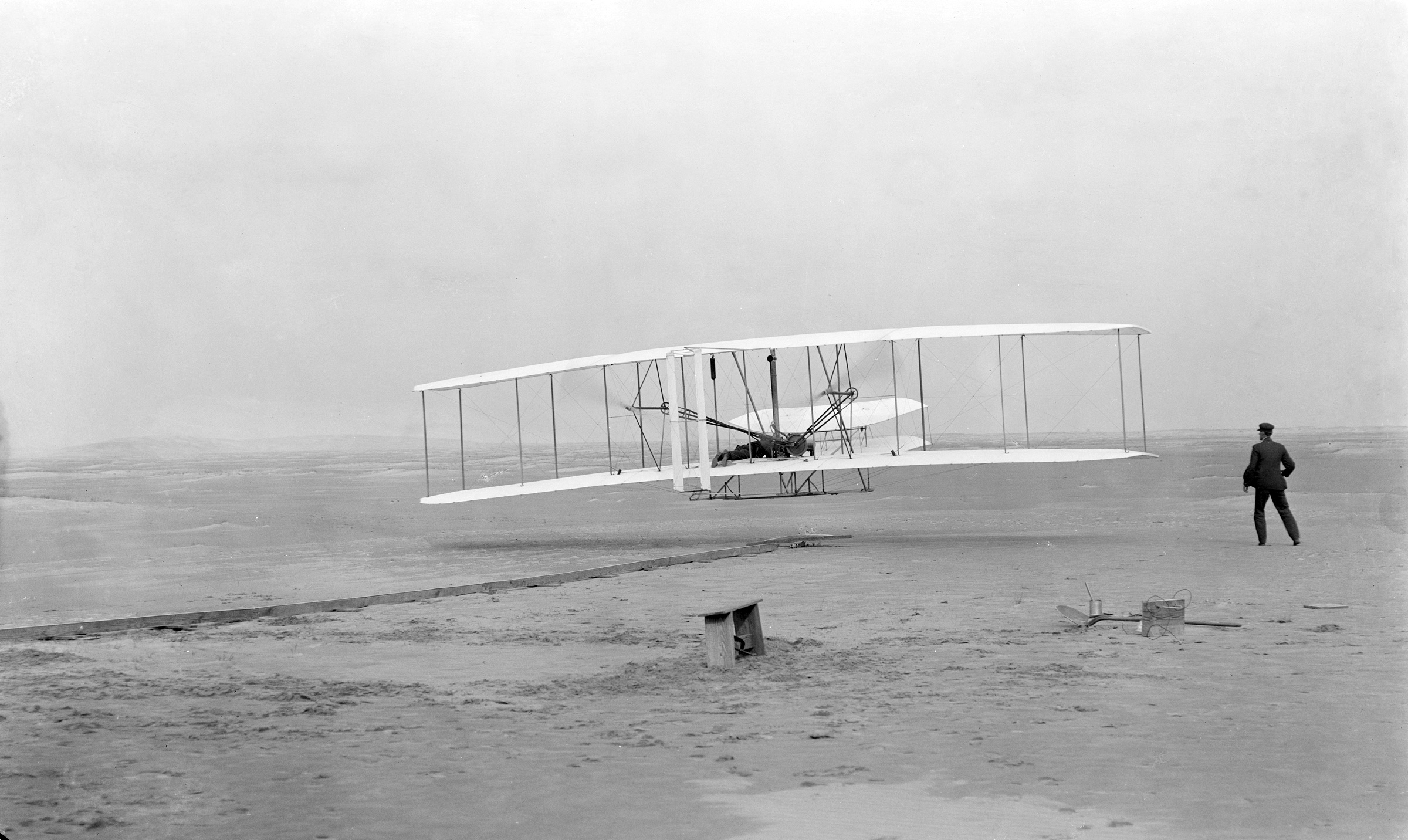
Bröderna Wrights flygförsök i Kitty Hawk, 17 december 1903.

Aerodynamik (av grek. αέρας aéras, luft, och δύναμη dýname, kraft), är en gren av fysiken och beskriver hur luft (eller olika gaser) uppför sig när de är i rörelse och hur luften verkar på föremål som befinner sig i rörelse i den. Med hjälp av aerodynamikens lagar kan man beräkna till exempel hur stor lyftkraft en flygplansvinge har, luftmotståndet för en bil eller hur krökt banan blir för en skruvad boll. Även till beräkningar av strömningen inne i ventilationsrör etc. används aerodynamiken. Den gren av fysiken som behandlar stillastående luft och andra gaser kallas aerostatik. Läran om gasers strömning i sig kallas gasdynamik och utgör en grund för aerodynamiken.
Aerodyner är en benämning på flygmaskiner som får sin lyftkraft genom att de (eller åtminstone delar av dem) rör sig i förhållande till luften (och alltså i stillastående inte kan alstra någon lyftkraft med hjälp av den omgivande luften). Till aerodynerna räknas flygplan, helikoptrar, autogiror, ornitoptrar och  entomoptrar. Luftfartyg som får sin lyftkraft genom att de innehåller gaser som är lättare än luften (till exempel helium eller varm luft) kallas aerostater. Till aerostaterna räknas luftballonger och luftskepp. Raketer räknas varken till aerodynerna eller aerostaterna eftersom de får sin lyftkraft enbart med hjälp av motorstyrkan. Detsamma gäller projektiler där utgångshastigheten är det avgörande. Både raketer och projektiler följer istället de ballistiska lagarna. Trots detta är aerodynamiken mycket viktig för raketer och projektiler.
Utprovning sker i vindtunnel.
Motsvarande områden för vatten och andra vätskor kallas hydrodynamik och hydrostatik.